# Antoni (Telembici)
Antoni, imię świeckie Anatolie Telembici (ur. 1963 w Hârbovăț) – rumuński biskup prawosławny.

## Życiorys
Absolwent wydziału medycyny i farmacji uniwersytetu w Kiszyniowie, ukończył również studia teologiczne w Jassach (dyplom w 1994).
22 maja został nominowany na biskupa wikariusza archieparchii kiszyniowskiej, z tytułem biskupa orgiejowskiego, i dwa dni później wyświęcony.
24 maja 2018 został mianowany biskupem bielckim w ramach metropolii besarabskiej.